# 潭州
潭州（たんしゅう）は、中国にかつて存在した州。隋代から元代にかけて、現在の湖南省長沙市一帯に設置された。

## 概要
589年（開皇9年）、隋が南朝陳を滅ぼすと、湘州が廃止され、潭州が置かれた。潭州は長沙・衡山・益陽・邵陽の4県を管轄した。607年（大業3年）に州が廃止されて郡が置かれると、潭州は長沙郡と改称された。
621年（武徳4年）、唐が蕭銑を平定すると、長沙郡は潭州と改められた。742年（天宝元年）、潭州は長沙郡と改称された。758年（乾元元年）、長沙郡は潭州の称にもどされた。潭州は江南西道に属し、長沙・湘潭・湘郷・益陽・醴陵・瀏陽の6県を管轄した。
五代十国時代には、楚の馬殷が潭州に都を置いた。927年（天成2年）、馬殷は潭州を長沙府に昇格した。951年（保大9年）、南唐の李璟が信州刺史の辺鎬を派遣して潭州を占領し、楚を滅ぼした。952年（広順2年）、武平留後の劉言が潭州を占領した。953年（広順3年）、劉言は部下の王逵に殺害された。956年（顕徳3年）、王逵は部下の潘叔嗣に殺害された。周行逢が潘叔嗣を斬り、潭州と朗州を占領して、武平軍節度使となった。
963年（乾徳元年）、北宋が潭州を攻め落とし、周行逢の子の周保権を降した。宋の潭州は荊湖南路に属し、長沙・衡山・安化・醴陵・攸・湘郷・湘潭・益陽・瀏陽・湘陰・寧郷・善化の12県を管轄した。
1276年（至元13年）、元が潭州を攻め落とした。1277年（至元14年）、潭州は潭州路総管府と改められた。1329年（天暦2年）、潭州路は天臨路と改称された。天臨路は湖広等処行中書省に属し、録事司と長沙・善化・衡山・寧郷・安化の5県と醴陵州・瀏陽州・攸州・湘郷州・湘潭州・益陽州・湘陰州の7州を管轄した。1364年、朱元璋により天臨路は潭州府と改められた。
1372年（洪武5年）、明により潭州府は長沙府と改称された。